# Тарловка
Тарловка — поселок в Елабужском районе Республики Татарстан Российской Федерации. Входит в состав городского поселения Елабуга .

## География
Посёлок расположен на реке Кама, в 20 километрах к востоку от города Елабуга, напротив города Набережные Челны.

### Часовой пояс
Поселок Тарловка, как и вся Республика Татарстан, находится в часовой зоне МСК (московское время). Смещение применяемого времени относительно UTC составляет +3:00.

## Население
| 2014 | 2016 | 2017 |
| ---- | ---- | ---- |
| 444  | ↘437 | ↗442 |

## Социальная инфраструктура
В посёлке находятся школа № 11, сельский клуб.

## Достопримечательности
Памятник жертвами Великой Отечественной войны, Покровская церковь.

## Известные уроженцы
- Власов, Василий Ефимович (1902—1978) — советский военачальник, генерал-майор. Родился в селе Тарловка.